# Питър Уинкелмън
Питър Уинкелмън е британски предпиемач, президент на Милтън Кийнс Донс.
Той е също така управляващ директор на консорциума за развитие на недвижими имоти в компанията „Inter MK Group“, известна с развитието на район Източен Денби в гр. Милтън Кийнс, Англия. Това включва супермаркетите IKEA, ASDA и „Стейдиъм мк“ и баскетболна арена МК Арена..
Също така, той е и собственик на музикално студио в Милтън Кийнс, а кариерата му включва и поста на изпълнителен директор за Колумбия Рекърдс, собственост на Сони Мюзик Ентъртеймънт.
През 2013, получава почетното звание „Доктор хонорис кауза“ от Open Univercity за „приноса му в образованието чрез света на професионалния футбол“.
През 2015, съветът на Милтън Кийнс го прави почетен граждани, награждавайки го с най-високото звание.